# Teloclerus compressicornis
Teloclerus compressicornis é uma espécie de insetos coleópteros polífagos pertencente à família Cleridae.
A autoridade científica da espécie é Klug, tendo sido descrita no ano de 1842.
Trata-se de uma espécie presente no território português.